# ATC N06 – Pszichoanaleptikumok
Az ATC N06 – Pszichoanaleptikumok a gyógyszerek anatómiai, gyógyászati és kémiai osztályozási rendszerének (ATC) egyik alcsoportja.
| ATC N   | Idegrendszer                   |
| ------- | ------------------------------ |
| ATC N01 | Érzéstelenítők                 |
| ATC N02 | Analgetikumok                  |
| ATC N03 | Antiepileptikumok              |
| ATC N04 | Parkinson-kór gyógyszerei      |
| ATC N05 | Pszicholeptikumok              |
| ATC N06 | Pszichoanaleptikumok           |
| ATC N07 | Idegrendszer egyéb gyógyszerei |

## N06A Antidepresszánsok

### N06AANem-szelektív monoamin-visszavétel gátlók
| ATC     | Magyar         | INN              | Gyógyszerkönyv               |
| ------- | -------------- | ---------------- | ---------------------------- |
| N06AA01 | Dezipramin     | Desipramine      | Desipramini hydrochloridum   |
| N06AA02 | Imipramin      | Imipramine       | Imipramini hydrochloridum    |
| N06AA03 | Imipramin-oxid | Imipramine oxide |                              |
| N06AA04 | Klomipramin    | Clomipramine     | Clomipramini hydrochloridum  |
| N06AA05 | Opipramol      | Opipramol        |                              |
| N06AA06 | Trimipramin    | Trimipramine     | Trimipramini maleas          |
| N06AA07 | Lofepramin     | Lofepramine      |                              |
| N06AA08 | Dibenzepin     | Dibenzepin       |                              |
| N06AA09 | Amitriptilin   | Amitriptyline    | Amitriptylini hydrochloridum |
| N06AA10 | Nortriptilin   | Nortriptyline    | Nortriptylini hydrochloridum |
| N06AA11 | Protriptilin   | Protriptyline    |                              |
| N06AA12 | Doxepin        | Doxepin          | Doxepini hydrochloridum      |
| N06AA13 | Iprindol       | Iprindole        |                              |
| N06AA14 | Melitracén     | Melitracen       |                              |
| N06AA15 | Butriptilin    | Butriptyline     |                              |
| N06AA16 | Doszulepin     | Dosulepin        | Dosulepini hydrochloridum    |
| N06AA17 | Amoxapin       | Amoxapine        |                              |
| N06AA18 | Dimetakrin     | Dimetacrine      |                              |
| N06AA19 | Amineptin      | Amineptine       |                              |
| N06AA21 | Maprotilin     | Maprotiline      | Maprotilini hydrochloridum   |
| N06AA23 | Kvinupramin    | Quinupramine     |                              |

### N06AGSzerotonin modulátor és stimulátor (SMS)
| ATC     | Magyar      | INN          | Gyógyszerkönyv |
| ------- | ----------- | ------------ | -------------- |
| N06AX24 | Vilazodon   | Vilazodone   |                |
| N06AX26 | Vortioxetin | Vortioxetine |                |

### N06ABSzelektív szerotonin-visszavétel gátlók
| ATC     | Magyar        | INN          | Gyógyszerkönyv                                                               |
| ------- | ------------- | ------------ | ---------------------------------------------------------------------------- |
| N06AB02 | Zimelidin     | Zimelidine   |                                                                              |
| N06AB03 | Fluoxetin     | Fluoxetine   | Fluoxetini hydrochloridum                                                    |
| N06AB04 | Citalopram    | Citalopram   |                                                                              |
| N06AB05 | Paroxetin     | Paroxetine   | Paroxetini hydrochloridum anhydricum, Paroxetini hydrochloridum hemihydricum |
| N06AB06 | Szertralin    | Sertraline   |                                                                              |
| N06AB07 | Alaproklát    | Alaproclate  |                                                                              |
| N06AB08 | Fluvoxamin    | Fluvoxamine  |                                                                              |
| N06AB09 | Etoperidon    | Etoperidone  |                                                                              |
| N06AB10 | Eszcitalopram | Escitalopram |                                                                              |

### N06AFNem-szelektív monoamin-oxidáz gátlók
| ATC     | Magyar         | INN             | Gyógyszerkönyv |
| ------- | -------------- | --------------- | -------------- |
| N06AF01 | Izokarboxazid  | Isocarboxazid   |                |
| N06AF02 | Nialamid       | Nialamide       |                |
| N06AF03 | Fenelzin       | Phenelzine      |                |
| N06AF04 | Tranilcipromin | Tranylcypromine |                |
| N06AF05 | Iproniazid     | Iproniazide     |                |
| N06AF06 | Iproklozid     | Iproclozide     |                |

### N06AGMonoamin-oxidáz-A gátlók
| ATC     | Magyar     | INN         | Gyógyszerkönyv |
| ------- | ---------- | ----------- | -------------- |
| N06AG02 | Moklobemid | Moclobemide |                |
| N06AG03 | Toloxaton  | Toloxatone  |                |

### N06AXEgyéb antidepresszánsok
| ATC     | Magyar              | INN            | Gyógyszerkönyv             |
| ------- | ------------------- | -------------- | -------------------------- |
| N06AX01 | Oxitriptán          | Oxitriptan     |                            |
| N06AX02 | Triptofán           | Tryptophan     | Tryptophanum               |
| N06AX03 | Mianszerin          | Mianserin      | Mianserini hydrochloridum  |
| N06AX04 | Nomifenzin          | Nomifensine    |                            |
| N06AX05 | Trazodon            | Trazodone      |                            |
| N06AX06 | Nefazodon           | Nefazodone     |                            |
| N06AX07 | Minaprin            | Minaprine      |                            |
| N06AX08 | Bifemelán           | Bifemelane     |                            |
| N06AX09 | Viloxazin           | Viloxazine     |                            |
| N06AX10 | Oxaflozán           | Oxaflozane     |                            |
| N06AX11 | Mirtazapin          | Mirtazapine    |                            |
| N06AX12 | Bupropion           | Bupropion      |                            |
| N06AX13 | Medifoxamin         | Medifoxamine   |                            |
| N06AX14 | Tianeptin           | Tianeptine     | Tianeptinum natricum       |
| N06AX15 | Pivagabin           | Pivagabine     |                            |
| N06AX16 | Venlafaxin          | Venlafaxine    | Venlafaxini hydrochloridum |
| N06AX17 | Milnaciprán         | Milnacipran    |                            |
| N06AX18 | Reboxetin           | Reboxetine     |                            |
| N06AX19 | Gepiron             | Gepirone       |                            |
| N06AX21 | Duloxetin           | Duloxetine     |                            |
| N06AX22 | Agomelatin          | Agomelatine    |                            |
| N06AX23 | Dezvenlafaxin       | Desvenlafaxine |                            |
| N06AX25 | Közönséges orbáncfű | Hyperici herba | Hyperici herba             |

## N06B  Pszichostimulánsok, ADHD terápiája és nootropikumok

### N06BACentrálisan ható szimpatomimetikumok
| ATC     | Magyar          | INN                | Gyógyszerkönyv     |
| ------- | --------------- | ------------------ | ------------------ |
| N06BA01 | Amfetamin       | Amfetamine         | Amphetamini sulfas |
| N06BA02 | Dexamfetamin    | Dexamfetamine      |                    |
| N06BA03 | Metamfetamin    | Metamfetamine      |                    |
| N06BA04 | Metilfenidát    | Methylphenidate    |                    |
| N06BA05 | Pemolin         | Pemoline           |                    |
| N06BA06 | Fenkamfamin     | Fencamfamin        |                    |
| N06BA07 | Modafinil       | Modafinil          |                    |
| N06BA08 | Fenozolon       | Fenozolone         |                    |
| N06BA09 | Atomoxetin      | Atomoxetine        |                    |
| N06BA10 | Fenetillin      | Fenetylline        |                    |
| N06BA11 | Dexmetilfenidát | Dexmethylphenidate |                    |
| N06BA12 | Lizdexamfetamin | Lisdexamfetamine   |                    |

### N06BCXantin származékok
| ATC     | Magyar         | INN             | Gyógyszerkönyv                    |
| ------- | -------------- | --------------- | --------------------------------- |
| N06BC01 | Koffein        | Caffeine        | Coffeinum, Coffeinum monohydricum |
| N06BC02 | Propentofillin | Propentofylline |                                   |

### N06BXEgyéb pszichostimulánsok és nootropikumok
| ATC     | Magyar         | INN             | Gyógyszerkönyv |
| ------- | -------------- | --------------- | -------------- |
| N06BX01 | Meklofenoxát   | Meclofenoxate   |                |
| N06BX02 | Piritinol      | Pyritinol       |                |
| N06BX03 | Piracetám      | Piracetam       | Piracetamum    |
| N06BX04 | Deanol         | Deanol          |                |
| N06BX05 | Fipexid        | Fipexide        |                |
| N06BX06 | Citikolin      | Citicoline      |                |
| N06BX07 | Oxiracetám     | Oxiracetam      |                |
| N06BX08 | Pirizudanol    | Pirisudanol     |                |
| N06BX09 | Linopirdin     | Linopirdine     |                |
| N06BX10 | Nizofenon      | Nizofenone      |                |
| N06BX11 | Aniracetám     | Aniracetam      |                |
| N06BX12 | Acetilkarnitin | Acetylcarnitine |                |
| N06BX13 | Idebenon       | Idebenone       |                |
| N06BX14 | Prolintán      | Prolintane      |                |
| N06BX15 | Pipradrol      | Pipradrol       |                |
| N06BX16 | Pramiracetám   | Pramiracetam    |                |
| N06BX17 | Adrafinil      | Adrafinil       |                |
| N06BX18 | Vinpocetin     | Vinpocetine     |                |
| N06BX21 | Mebikár        | Mebicar         |                |
| N06BX22 | Fenibut        | Phenibut        |                |

## N06C Pszicholeptikumok és pszichoanaleptikumok kombinációi

### N06CAAntidepresszánsok és pszicholeptikumok kombinációi
N06CA01 Amitriptilin és pszicholeptikumok
N06CA02 Melitracén és pszicholeptikumok
N06CA03 Fluoxetin és pszicholeptikumok

## N06DA demencia gyógyszerei

### N06DAKolinészteráz-gátlók
| ATC     | Magyar                              | INN                                 | Gyógyszerkönyv |
| ------- | ----------------------------------- | ----------------------------------- | -------------- |
| N06DA01 | Takrin                              | Tacrine                             |                |
| N06DA02 | Donepezil                           | Donepezil                           |                |
| N06DA03 | Rivasztigmin                        | Rivastigmine                        |                |
| N06DA04 | Galantamin                          | Galantamine                         |                |
| N06DA05 | Ipidakrin                           | Ipidacrine                          |                |
| N06DA52 | Donepezil és memantin               | Donepezil és memantin               |                |
| N06DA53 | Donepezil, memantin és páfrányfenyő | Donepezil, memantin és páfrányfenyő |                |

### N06DXA demencia egyéb gyógyszerei
| ATC     | Magyar       | INN           | Gyógyszerkönyv |
| ------- | ------------ | ------------- | -------------- |
| N06DX01 | Memantin     | Memantine     |                |
| N06DX02 | Páfrányfenyő | Ginkgo biloba |                |
| N06DX30 | kombinációk  | kombinációk   |                |